# Cantonul Montreuil-Bellay
Cantonul Montreuil-Bellay este un canton din arondismentul Saumur, departamentul Maine-et-Loire, regiunea Pays de la Loire, Franța.

## Comune
- Antoigné
- Brézé
- Brossay
- Cizay-la-Madeleine
- Le Coudray-Macouard
- Courchamps
- Épieds
- Montreuil-Bellay (reședință)
- Le Puy-Notre-Dame
- Saint-Cyr-en-Bourg
- Saint-Just-sur-Dive
- Saint-Macaire-du-Bois
- Vaudelnay